# Nagori Bandar
Nagori Bandar is een bestuurslaag in het regentschap Simalungun van de provincie Noord-Sumatra, Indonesië. Nagori Bandar telt 3318 inwoners (volkstelling 2010).